# James McCaffrey (ator)
James McCaffrey (1958 - 17 de dezembro de 2023) foi um ator americano mais conhecido por sua voz como Max Payne na série de jogos eletrônicos Max Payne, Jimmy Keefe em Rescue Me (2004–2011) e Capitão Arthur O'Breun em New York Undercover (1994–1997). Ele também teve papéis principais e recorrentes em várias séries de televisão, além de aparecer em longas-metragens.

## Carreira
O primeiro papel de McCaffrey foi como um adolescente com problemas mentais em Bill II: on His Own: The Bill Sackter Story. Ele desempenhou o papel principal na primeira e na última temporada da série Viper e na série de curta duração Swift Justice, e apareceu em As the World Turns e Sex and the City. Além disso, McCaffrey é conhecido por interpretar o falecido bombeiro de Nova York Jimmy Keefe em Rescue Me, e também Ryan Huntley em Revenge.
McCaffrey era mais conhecido por sua atuação como personagem-título da trilogia de jogos Max Payne; ele apareceu em uma participação especial na adaptação cinematográfica do videogame, interpretando um agente do FBI trazido para ajudar na captura de Payne. McCaffrey também fez a voz de Thomas Zane em Alan Wake, e estrelou como Alex Casey em sua sequência. Ele também estrelou como Padre Thomas no filme de suspense e mistério A Cry from Within.
McCaffrey nasceu em Albany, Nova York, em 1958. Ele era casado com Rochelle Boström e tinha uma filha.
McCaffrey morreu de mieloma múltiplo em sua casa em Larchmont, Nova Iorque, em 17 de dezembro de 2023, aos 65 anos.

## Filmografia

### Filmes
| Ano  | Título                      | Papel                           | Notas                        |
| ---- | --------------------------- | ------------------------------- | ---------------------------- |
| 1988 | New York's Finest           | Maitre d'                       | Direto para vídeo            |
| 1990 | Bail Jumper                 | National Guard                  | Creditado como Jim McCaffrey |
| 1993 | Telling Secrets             | Jackson Merrick                 | filme para TV                |
| 1994 | Schemes                     | Paul Stewart                    | Direto para vídeo            |
| 1995 | Burnzy's Last Call          | Sal                             |                              |
| 1996 | The Truth About Cats & Dogs | Roy                             |                              |
| 1997 | Nick and Jane               | Nick                            |                              |
| 1997 | Shanghai 1937               | Frank Taylor                    | filme para TV                |
| 1999 | The Tic Code                | Michael                         |                              |
| 1999 | Coming Soon                 | Dante                           |                              |
| 1999 | The Florentine              | Jack Ryan                       |                              |
| 1999 | Switched at Birth           | Darryl                          |                              |
| 2003 | American Splendor           | Fred                            |                              |
| 2003 | Distress                    | Jack Douglas                    |                              |
| 2004 | She Hate Me                 | Bob                             |                              |
| 2004 | Fresh Cut Grass             | Sam                             |                              |
| 2005 | Hide and Seek               | Charlie                         | Não-creditado                |
| 2005 | Jokebitch                   | Killer                          | curta-metragem               |
| 2007 | Broken English              | Perry                           |                              |
| 2007 | Feel the Noise              | Jeffrey Skylar                  |                              |
| 2008 | Max Payne                   | FBI Special Agent Jack Taliente | participação não-créditada   |
| 2008 | Last Call                   | Steven                          |                              |
| 2009 | Sordid Things               | Jagger Manchester               |                              |
| 2010 | The Pregnancy Pact          | Michael Dougan                  | filme para TV                |
| 2010 | Nonames                     | Mr. Williams                    |                              |
| 2010 | Meskada                     | Billy Burns                     |                              |
| 2010 | Camp Hope                   | Dr. John                        |                              |
| 2011 | Busted Walk                 | Mr. Turner                      | curta-metragem               |
| 2011 | One Fall                    | Werber Bond                     |                              |
| 2011 | The Orphan Killer           | Detective Jones                 |                              |
| 2011 | Montauk                     | Roger                           | curta-metragem               |
| 2012 | Compliance                  | Detective Neals                 |                              |
| 2012 | To Redemption               | Nick Reed                       |                              |
| 2012 | Excuse Me for Living        | Barry                           |                              |
| 2013 | The Suspect                 | Polaski Sheriff                 |                              |
| 2013 | Stain Removal               | Jules                           |                              |
| 2014 | A Cry from Within           | Father Thomas                   |                              |
| 2014 | Gun Hill                    | Alex Web                        | filme para TV                |
| 2014 | Betrayed                    | Sully                           | filme para TV                |
| 2014 | Like Sunday, Like Rain      | Dale                            |                              |
| 2015 | Sam                         | Seymour                         |                              |
| 2015 | Coach of the Year           | Fred Call                       |                              |
| 2015 | I Dream Too Much            | Nikki                           |                              |
| 2016 | Confidence Game             | David                           |                              |
| 2016 | Blind                       | Howard                          |                              |
| 2018 | The Big Take                | Douglas Brown                   |                              |

### Séries de televisão
| Ano             | Título                            | Papel                              | Notas                                       |
| --------------- | --------------------------------- | ---------------------------------- | ------------------------------------------- |
| 1992            | Civil Wars                        | Terence Flanagan                   | 4 episódios                                 |
| 1994–1997       | New York Undercover               | Capitão Arthur O'Byrne / Jack Dale | 7 episódios                                 |
| 1994, 1996–1999 | Viper                             | Joe Astor / Michael Payton         | 34 episódios                                |
| 1996            | Swift Justice                     | Mac Swift                          | 13 episódios                                |
| 1997            | The Big Easy                      | Dominick                           | Episódio: "The Gospel According to McSwain" |
| 1998            | Sex and the City                  | Max                                | Episódio: "The Monogamists"                 |
| 2000            | Law & Order: Special Victims Unit | Jesse Hansen                       | Episódio: "Bad Blood"                       |
| 2001            | The Job                           | Jeff Larsen                        | Episódio: "Foot"                            |
| 2001            | Sex and the City                  | Paul Denai                         | Episódio: "The Real Me"                     |
| 2003            | Queens Supreme                    | Johnny Garrett                     | Episódio: "The House Next Door"             |
| 2003            | Law & Order: Criminal Intent      | Daniel Croydon                     | 2 episódios                                 |
| 2003            | As the World Turns                | Charley Spangler                   | 11 episódios                                |
| 2003            | Hack                              | Coslow                             | Episódio: "See No Evil"                     |
| 2003            | Law & Order: Special Victims Unit | Peter Forbes                       | Episódio: "Coerced"                         |
| 2004–2011       | Rescue Me                         | Jimmy Keefe                        | Papel principal 55 episódios                |
| 2005–2006       | Beautiful People                  | Julian Fiske                       | 12 episódios                                |
| 2006            | 3 lbs                             | Eric Linden                        | Episódio: "The God Spot"                    |
| 2008            | Canterbury's Law                  | Frank Angstrom                     | 4 episódios                                 |
| 2011            | Blue Bloods                       | Detetive William Carter            | Episódio: "Little Fish"                     |
| 2011            | The Glades                        | Frank Ford                         | Episódio: "'shine"                          |
| 2011            | A Gifted Man                      | Milt Sandreski                     | Episódio: "Pilot"                           |
| 2011–2012       | Revenge                           | Ryan Huntley                       | 4 episódios                                 |
| 2013–2018       | Suits                             | Gordon Specter                     | 3 episódios                                 |
| 2013            | White Collar                      | Tenante Gannon                     | Episódio: "At What Price"                   |
| 2014            | The Following                     | David                              | 2 episódios                                 |
| 2014            | Forever                           | Professor James Browning           | T1/T2: "Look Before You Leap"               |
| 2017            | Bull                              | Thornton Grey                      | Episódio: "Make Me"                         |
| 2017–2019       | She's Gotta Have It               | Danton Phillips                    | 5 episódios                                 |
| 2018            | Jessica Jones                     | Maximillian 'Max' Tatum            | 2 episódios                                 |
| 2019            | Bluff City Law                    | Tucker Goodman                     | Episódio: "You Don't Need a Weatherman"     |
| 2022            | Blue Bloods                       | Sargento Kevin Coolidge            | Episódio: "Old Friends"                     |

### Jogos eletrônicos
| Ano  | Título                             | Papel                | Notas                      |
| ---- | ---------------------------------- | -------------------- | -------------------------- |
| 2001 | Max Payne                          | Max Payne            |                            |
| 2003 | Max Payne 2: The Fall of Max Payne | Max Payne            |                            |
| 2005 | Area 51                            | Vozes Adicionais     |                            |
| 2008 | Alone in the Dark                  | Edward Carnby        |                            |
| 2010 | Alan Wake                          | Tom Zane, Alex Casey |                            |
| 2012 | Max Payne 3                        | Max Payne            | Captura de voz e movimento |
| 2019 | Control                            | Zachariah Trench     | [ 8 ]                      |
| 2023 | Alan Wake II                       | Alex Casey           |                            |